# Wagih El-Kashef
Wagih El-Kashef (ur. 5 lutego 1909 w Kairze, zm. w 1973) – egipski piłkarz, reprezentant kraju. Podczas kariery występował na pozycji napastnika.

## Kariera klubowa
Podczas kariery piłkarskiej Wagih El-Kashef występował w klubie Al-Ahly Kair.

## Kariera reprezentacyjna
Wagih El-Kashef występował w reprezentacji Egiptu w latach trzydziestych. W 1934 roku uczestniczył w mistrzostwach świata. Na mundialu był rezerwowym i nie wystąpił w żadnym spotkaniu. W 1936 roku uczestniczył w igrzyskach olimpijskich w Berlinie. Wystąpił w przegranym 1-3 spotkaniu I rundy z Austrią.